# Philippe Delrieu
Philippe Delrieu (Tarbes, 10 agosto 1959) è un ex schermidore francese, vincitore di una medaglia d'argento nella scherma ai giochi olimpici.